# Eunjin-myeon
Eunjin-myeon (koreanska: 은진면) är en socken i kommunen Nonsan i provinsen Södra Chungcheong i den centrala delen av Sydkorea, 160 km söder om huvudstaden Seoul.